# Campylognathoides
Campylognathoides ("mandíbula curvada", Strand 1928) es un género de pterosaurio "ranforrincoide", descubierto en los depósitos del Lias de Württemberg, consistiendo el primer espécimen en fragmentos del ala. Especímenes posteriores mejor preservados fueron hallados en el esquisto de Holzmaden y fue basándose en dichos especímenes que Felix Plieninger designó un nuevo género.

## Descubrimiento
En 1858 Friedrich August Quenstedt nombró una nueva especie de Pterodactylus: P. liasicus. Estaba basado en un fósil, el holotipo GPIT 9533, consistente en algunos huesos del ala, hallado en Wittberg cerca de Metzingen en capas que datan de principios del Toarciano, hace cerca de 180 millones de años. El nombre de la especie se refiere al Lias. Quenstedt pensó haber identificado largos metacarpos en el ala, concluyendo que la nueva especie por lo tanto no pertenecía a los géneros más basales, como Rhamphorhynchus de cola larga.
En 1893 el coleccionista comercial de fósiles Bernhard Hauff sr. descubrió un esqueleto de un pterosaurio grande cerca de Holzmaden. En 1894 Felix Plieninger nombró un nuevo género basado en este ejemplar: Campylognathus. El nombre del género se deriva del griego kampylos, "curva", y gnathos, "mandíbula", en referencia a su mandíbula inferior curvada. La especie tipo es Campylognathus zitteli, por el coleccionista Alfred von Zittel. El holotipo es SMNS 9787.
En 1897 Hauff preparó otro espécimen que fue adquirido en 1903 por el Museo Carnegie de Historia Natural en Pittsburgh. Este fósil, CM 11424, gracias a su integridad es la mejor fuente de información sobre el género.
En 1901 Plieninger por primera vez estudió a P. liasicus y descubrió que Quendsted había confundido el metacarpo corto con el coracoides, lo que significa que sí era un pterosaurio basal. En 1906 Plieninger refirió a P. liasicus y al espécimen de Pittsburgh a Campylognathus, aunque aún no había establecido el estatus específico de cada uno de los tres ejemplares. En 1907 sin embargo, Plieninger reconoció una segunda especie de Campylognathus: C. liasicus, para la cual CM 11424 fue referido también.
El entomólogo noruego Embrik Strand descubrió en la década de 1920 que el nombre Campylognathus ya se había usado previamente para el escarabajo africano Campylognathus nigrensis, un género de los Heteroptera nombrado en 1890. Como el nombre estaba pre-ocupado, renombró al pterosaurio Campylognathoides en 1928.
Durante el siglo XX nuevos hallazgos han elevado el número de especímenes conocidos a cerca de una docena.

## Anatomía y postura

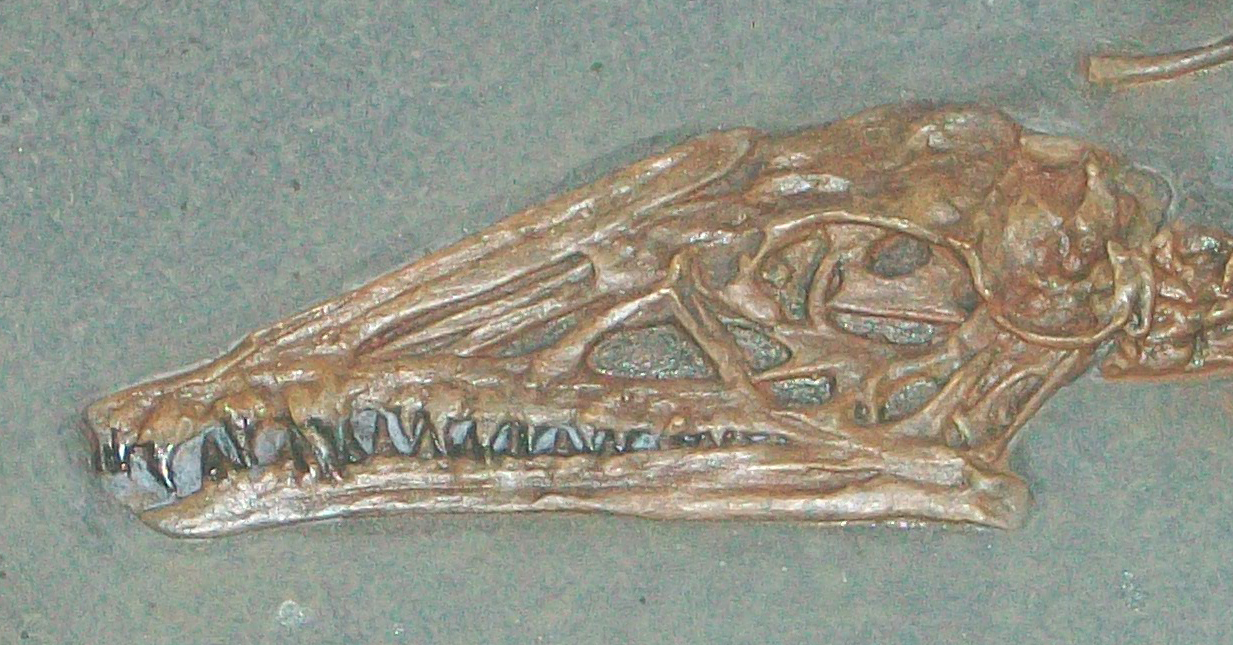
El cráneo de Campylognathoides, parte de una réplica del esqueleto en el Museo Americano de Historia Natural

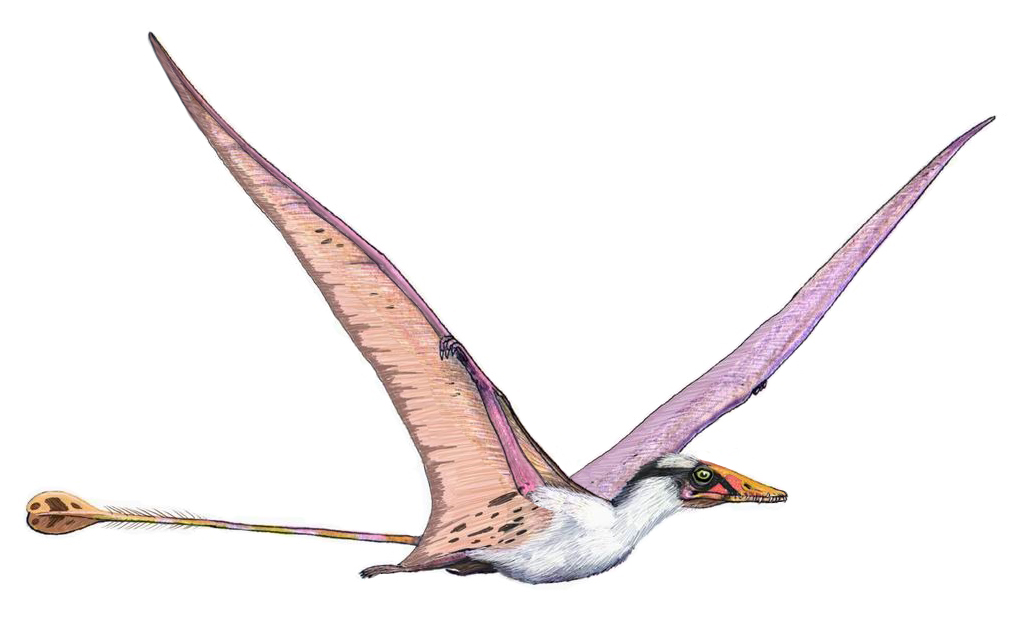
Reconstrucción de Campylognathoides con una forma de cola hipotética

Comparado a su contemporáneo de las mismas capas Dorygnathus, el hocico en este género es relativamente corto, aunque el cráneo es aún alargado, pero de constitución más ligera. Las grandes cuencas oculares, situadas bajas en el cráneo sobre un estrecho hueso yugal, han hecho que algunos investigadores especulen que Campylognathoides haya tenido una visión especialmente aguda, o incluso un estilo de vida nocturno. La parte posterior del cráneo es relativamente alta y aplanada, con una caída repentina justo en frente de los ojos. El hocico finaliza en una punta delgada curvándose un poco hacia arriba en su extremo frontal. Una gran parte del hocico está ocupada por grandes narinas óseas. Bajo éstas se encuentra una pequeña abertura triangular en el cráneo, la fenestra antorbitalis. 
Reflejando el hocico poco profundo, los dientes de Campylognathoides son también cortos y no todos son en forma de daga o de colmillo como en el marcadamente heterodonte Dorygnathus. Estos son cónicos y recurvados pero tienen una base amplia con la punta biselados desde el interior formando una afilada y fuerte superficie cortante. En la mandíbula superior hay cuatro dientes ampliamente espaciados en el premaxilar que incrementan gradualmente su tamaño desde el frente hacia atrás; el cuarto par de dientes es el mayor. Detrás de estos hay diez dientes menores en el maxilar, que decrecen gradualmente. En la mandíbula inferior hay de doce a catorce dientes presentes en C. liasicus, y dieciséis a diecinueve en C. zitteli. El número total de dientes es entonces 66.
De acuerdo a un estudio hecho por Kevin Padian hay ocho vértebras cervicales, catorce dorsales, cuatro o cinco sacrales y más de 38 vértebras caudales. La base de la cola es flexible con cerca de seis vértebras cortas; detrás de éstas las caudales son alargadas y rígidas a través de muy largas extensiones permitiendo a la cola tener una función de timón.
El esternón de Campylognathoides era una lámina grande rectangular de hueso con una corta cresta vuelta hacia adelante llamada cristospina. El húmero es corto pero robusto con una cresta cuadrada deltopectoral. El antebrazo también es corto pero la longitud del ala es considerable debido a la mano, la cual tiene cortos metacarpos pero un muy largo dedo del ala para un pterosaurio basal, del cual la segunda falange es el más largo. El pteroide es corto y robusto.
La pelvis no es muy bien conocida. Un coleccionista de fósiles encontró una cadera de Campylognathoides bien preservada en una cantera de esquistos en Braunschweig, Alemania en 1986. Esta pelvis, BSP 1985 I 87, probó ser científicamente significativa porque el acetábulo estaba de acuerdo a Peter Wellnhofer en una posición lateral hacia arriba, evitando que el animal fuera capaz de orientar sus patas de forma erguida como en los dinosaurios, aves y mamíferos. Esto podría probar que Campylognathoides no era muy capaz de caminar sobre sus patas traseras, sino que debió de haber sido un cuadrúpedo. Esta postura también ha sido confirmada en otros "ranforrincoides" (pterosaurios primitivos). Sin embargo, Padian en 2009 concluyó lo opuesto, estableciendo que una postura erguida era necesaria para situar el pie en el suelo y que, aunque una postura cuadrúpeda era posible, una forma bípeda de locomoción era una precondición para un andar rápido. Esta cuestión sigue siendo altamente controversial.
La pata es más bien corta y los pies son pequeños. El quinto dedo del pie, que frecuentemente se interpreta sujetando una membrana entre las patas, es excepcionalmente corto para un pterosaurio basal.

## Especies
Se han nombrado tres especies de Campylognathoides:
- Campylognathoides zitteli (Plieninger, 1894) es la especie tipo.

El mayor Campylognathoides de Holzmaden, C. zitteli, tiene una envergadura de 1,8 metros.
- Campylognathoides liasicus (Quenstedt, 1858 [originalmente Pterodactylus liasicus])

C. liasicus tiene una envergadura de 91 centímetros, lo que lo hace menor que su contemporáneo en Holzmaden, C. zitteli.
- "Campylognathoides" indicus (Jain, 1974)

C. indicus fue descrito por Sohan Lal Jain sobre la base de un fragmento de una mandíbula, ISI R. 48, recuperada en el distrito de Chanda, en la India. Kevin Padian lo considera un nomen dubium, posiblemente basado en un fósil de pez. La formación Kota en la cual fue encontrado, ha sido datada nuevamente como del Jurásico Medio o posterior, por lo que se excluye cualquier conexión cercana a Campylognathoides, incluso si era un pterosaurio.
La distinción entre C. liasicus y C. zitteli es problemática. Plieninger meramente reconoció a la especie menor porque él consideró que sus fósiles eran de muy pobre calidad como para referirla a otros especímenes. Sin embargo, en 1925 el investigador sueco Carl Wiman, estudiando al espécimen UUPM R157, concluyó que una diferencia morfológica fundamental podía distinguir a las dos especies: C. zitteli tiene un ala proporcionalmente más larga. En 2008 sin embargo, Padian señaló que esto pudo haber sido resultado del desarrollo ontogénico, ya que los individuos grandes necesitarían alas mayores para limitar la carga alar. Otras diferencias, como el mayor número de dientes en la mandíbula inferior, un hocico y narinas más largas, cinco sacrales en vez de cuatro, costillas sacrales perpendiculares y una pata más larga, pueden estar también relacionadas con la diferencia en tamaño. La prueba final sólo podría ser dada por una serie de crecimiento continua de la especie, como ya se ha hecho previamente en el caso de Rhamphorhynchus y Pterodactylus. De manera provisional Padian ha mantenido la distinción de las dos especies, pero refirió dos especímenes a C. zitteli: SMNS 51100 y GPIT 24470, debido a su mayor tamaño y a sus similitudes morfológicas.

## Filogenia

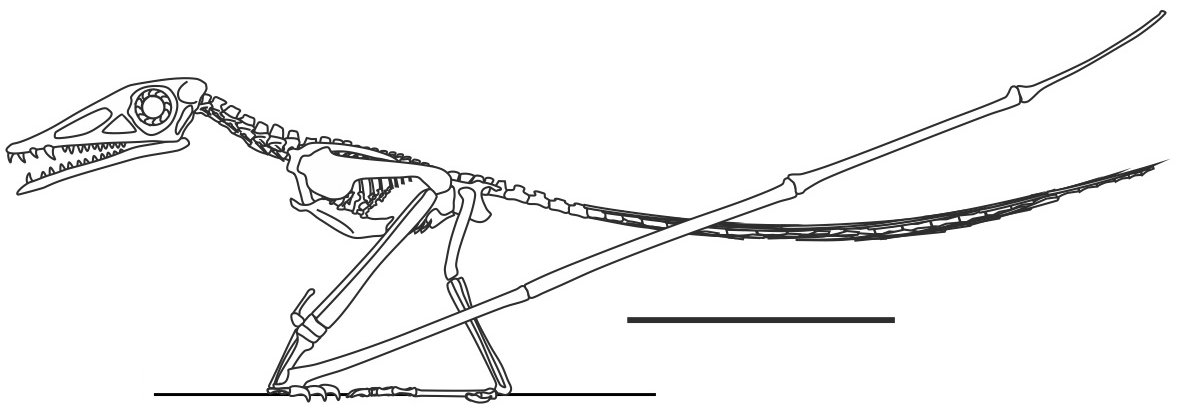
Diagrama del esqueleto.

Plieninger en sus últimas publicaciones asignó a Campylognathus a los "Rhamphorhynchoidea". Como este suborden es una colección parafilética de pterosaurios basales no especialmente relacionados entre sí, esta clasificación simplemente establece el hecho negativo de que no era un pterodactiloide. Una determinación positiva fue intentada inicialmente por el barón Franz Nopcsa quien en 1928 asignó al género a la subfamilia Rhamphorhynchinae dentro de la familia Rhamphorhynchidae. Después de un período en el que se efectuó muy poco trabajo sobre la sistemática de los pterosaurios, en 1967 Oskar Kuhn situó a Campylognathoides en su propia subfamilia dentro de Rhamphorhynchidae, los Campylognathoidinae. Sin embargo, en 1974 Peter Wellnhofer concluyó que estaba situado en una posición más basal en el árbol filogenético, bajo los Rhamphorhynchidae. A principios del siglo veintiuno esto fue confirmado por el primer análisis cladístico extensivo. En 2003 tanto David Unwin como Alexander Kellner introdujeron el clado Campylognathoididae; dentro de la terminología de Unwin este clado es el taxón hermano de los Breviquartossa dentro de Lonchognatha; aplicando la terminología de Kellner es la ramificación más basal dentro de los Novialoidea. No hay diferencia material entre ambas posiciones.
De acuerdo a los análisis Campylognathoides podría estar cercanamente relacionado con Eudimorphodon, el cual es similar en el cráneo, el esternón y la forma del húmero. Esto fue confirmado por Padian en 2009, aunque Padian también señaló que varias características primitivas presentes en Eudimorphodon estaban ausentes en Campylognathoides. En 2010 un análisis publicado por Brian Andres mostró que Eudimorphodon junto con Austriadactylus formaban un clado muy basal, dejando a Campylognathoides como el único miembro conocido de los Campylognathoididae.

## Paleobiología
Tradicionalmente se le ha atribuido un estilo de vida piscívoro a Campylognathoides, como a muchos pterosaurios; en este caso apoyándose por la procedencia de los hallazgos de sedimentos marinos y las alas muy alargadas. Padian sin embargo, ha sugerido que en vista de sus dientes cortos y fuertes, ideales para dar una mordedura de perforación, bien pudo haber sido un depredador de pequeños animales terrestres. El nicho del especializado devorador de peces pudo haber sido llenado por Dorygnathus el cual es cinco veces más común en estos estratos. El área de los sitios fósiles estaba localizado a principios del Jurásico al norte de una gran isla, el Macizo de Bohemia, situado en un golfo poco profundo del mar de Tetis.